# Nevtralizacija
Nevtralizacija je reakcija med kislino in bazo. Produkta, ki pri tej reakciji nastaneta, sta sol in voda. Soli lahko nastajajo na več načinov, eden izmed njih je tudi nevtralizacija. Kislina je katerakoli snov, ki v vodni raztopini tvori oksonijeve ione {\displaystyle {\ce {H3O+}}}. Baza je snov, ki v vodni raztopini tvori hidroksidne ione {\displaystyle {\ce {OH-}}}.
Primer: če označimo kislino HA in bazo MOH, atom ali atomsko skupino pa z A in M, bomo glede na definicijo reakcijo kisline opisali z: {\displaystyle {\ce {HA + H2O -> H3O+ +A-}}}, baze pa z: {\displaystyle {\ce {MOH->M+ + OH-}}}. Kislina in baza med seboj reagirata v skladu z enačbo: {\displaystyle {\ce {HA + MOH->MA + H2O}}}, pri čemer nastaneta sol in voda. 

## Splošno
Reakcija nevtralizacije je popolna, kadar med seboj reagirajo vsi vodikovi ioni in vsi hidroksidni ioni. Kadar se ne nevtralizirajo vsi vodikovi ioni s hidroksidnimi ioni, pravimo, da je potekla le delna nevtralizacija. Posledica tega je, da pri nevtralizaciji večprotonske kisline in večkovalentne baze lahko nastajajo različne soli, odvisno od količine kisline in baze.
Kisline oziroma baze lahko primerjamo po moči, če poznamo njihova ravnotežja protolitskih reakcij z vodo. Čim bolj je ravnotežje pomaknjeno v desno (v smer nastanka produkta), tem močnejša je kislina oz. baza. Med najpomembnejše močne kisline uvrščamo klorovodikovo kislino ({\displaystyle {\ce {HCl}}}), klorovo (VII) kislino ({\displaystyle {\ce {HClO4}}}), žveplovo (VI) kislino ({\displaystyle {\ce {H2SO4}}}) in dušikovo (V) kislino ({\displaystyle {\ce {HNO3}}}). Močne baze so predvsem hidroksidi kovin I. in II. skupine periodnega sistema npr. natrijev hidroksid ({\displaystyle {\ce {NaOH}}}) in kalcijev hidroksid ({\displaystyle {\ce {Ca(OH)2}}}).

## Tipi nevtralizacij

### Močna kislina in močna baza
V reakciji med močno kislino in močno bazo, ki sta popolnoma ionizirani, reagirajo ioni {\displaystyle {\ce {H3O+}}}oz. {\displaystyle {\ce {H+}}} in ioni {\displaystyle {\ce {OH-}}}. V tem primeru pri reakciji ne nastajajo anioni kisline in kationi baze. 
Splošen primer: {\displaystyle {\ce {A- + H3O+ + M+ + OH--> 2H2O + M+ + A-}}}
Konkreten primer: {\displaystyle {\ce {Cl- + H3O+ + Na+ + OH- ->2H2O + Na+ + Cl-}}}
Raztopine soli močne kisline in močne baze so nevtralne (pH = 7) oziroma je v njih enaka koncentracija ionov {\displaystyle {\ce {H3O+}}} in {\displaystyle {\ce {OH-}}}.

### Šibka kislina in šibka baza
Šibka kislina in šibka baza sta le delno ionizirani in njuno reakcijo opišemo z: {\displaystyle {\ce {HA + MOH->H2O + M+ +A-}}}(HA predstavlja šibko kislino, MOH pa šibko bazo). Tudi raztopine šibke baze in šibke kisline so nevtralne, kar pomeni, da je pH enak 7.
Konkreten primer: {\displaystyle {\ce {CH3COOH + NH4OH->H2O + NH4+ + CH3COO-}}}

### Šibka kislina in močna baza
Močna baza se popolnoma ionizira, šibka kislina pa le delno, zato so raztopine soli močnih baz in šibkih kislin bazične (pH > 7). Primer takšne soli je natrijev acetat ({\displaystyle {\ce {NaCH3COO}}}), ki nastane pri reakciji med raztopino natrijevega hidroksida ({\displaystyle {\ce {NaOH}}}) in ocetno oz. etanojsko kislino ({\displaystyle {\ce {CH3COOH}}}). Natrijev hidroksid je močna baza, ocetna kislina pa šibka kislina, zato je njuna sol bazična. 
V raztopini te soli so natrijevi {\displaystyle {\ce {Na+}}} ioni in acetatni {\displaystyle {\ce {CH3COO-}}} ioni. 
Del acetatnih ionov lahko protolitsko reagira z vodo: {\displaystyle {\ce {CH3COO- (aq) + H2O (l) <=> CH3COOH (aq) + OH- (aq)}}}, pri tem nastanejo hidroksidni ioni {\displaystyle {\ce {OH-}}},ki dajejo raztopini natrijevega acetata bazičnost.

### Močna kislina in šibka baza
Močna kislina se popolnoma ionizira , šibka baza pa le delno, zato je raztopina njune soli kisla (pH < 7). Primer kisle soli je amonijev klorid ({\displaystyle {\ce {NH4Cl}}}), ki nastane pri reakciji med amonijakom ({\displaystyle {\ce {NH3}}}), ki je šibka baza in med klorovodikovo kislino ({\displaystyle {\ce {HCl}}}), ki je močna kislina. V vodni raztopini soli amonijevega klorida so amonijevi in kloridni ioni:
{\displaystyle {\ce {NH4Cl (aq)-> NH4+ (aq) + Cl- (aq)}}}.
Del amonijevih ionov protolitsko reagira z vodi in pri tem amonijev atom odda {\displaystyle {\ce {H+}}} ion. Nataneta molekula amonijaka in oksonijev ion. Raztopina amonijevega klorida je kisla zaradi nastalih oksonijevih ionov.
Kemijska enačba opisane reakcije: {\displaystyle {\ce {NH4+ (aq) + H2O (l) <=> NH3 (aq) + H3O+ (aq)}}}.

## Kislinsko-bazične titracije
Med kislinsko-bazično titracijo poteka nevtralizacija baze s kislino, ki jo dodajamo po kapljicah v raztopino baze, pri čemer nastaja sol. Tako določimo koncentracijo baze v vzorcu, saj vzorcu dodajamo kislino znane koncentracije. V ekvivalentni točki kislinsko-bažične titracije dodamo točno toliko kisline, da vsa baza nevtralizira s kislino. Ekvivalentna točka predstavlja končno točko titracije. 
Iz volumna porabljene kisline lahko izračunamo koncentracije baze v vzorcu po naslednjih enačbah: 
{\displaystyle {\ce {c1 * V1 = c2 * V2}}}
{\displaystyle {\ce {c1 = (c2 * V2) /V1}}}

## Primeri nevtralizacij v vsakdanjem življenju
Želodčni sok vsebuje zelo močno klorovodikovo kislino, ki ima pH vrednost okoli 2. Kadar se koncentracija {\displaystyle {\ce {HCl}}} v želodcu poveča, človeka začne peči zgaga. Ta težava se lahko odpravi z antacidi. Antacidi so sredstva, ki zvišujejo pH želodčnega soka. Tako se presežek kisline nevtralizira. 
Tekoči industrijski odpadki pogosto vsebujejo kisline. Ob morebitnem izlitju le teh v reke lahko povzročijo pogin rib in drugih vodnih organizmov. Nevtraliziramo jih lahko z dodajanjem gašenega apna, ki ima formulo {\displaystyle {\ce {Ca(OH)2}}}.
Večina rastlin najbolj uspeva, če je pH zemlje okoli 7, zato se marsikdo odloči za analizo pH-ja zemlje, saj ta pove ali je zemlja prekisla oz. preveč bazična. Če je zemlja prekisla, jo nevtraliziramo z bazično raztopino, če pa je zemlja preveč bazična pa jo nevtraliziramo s kislo raztopino. 